# Макмартин, Джон
Джон Макмартин (англ. John McMartin; 21 августа 1929, Уорсо, Индиана, США — 6 июля 2016, Нью-Йорк, США) — американский актёр театра, телевидения и кино, певец.

## Биография и творчество
Макмартин родился в городе Уорсо, штат Индиана, 21 августа 1929 года, но вырос в Сент-Клауде, штат Миннесота. После окончания средней школы он вступил в армию США и стал бойцом 101-й воздушно-десантной дивизии. После службы он поступил в Колумбийский колледж Чикаго, но не окончил его. Позже завершил обучение в колледже в Нью-Йорке.
Он дебютировал как актёр сначала за пределами Бродвея в спектакле «Маленькая Мэри Саншайн» в 1959 году вместе с Айлин Бреннан и Элмари Уэндел. За эту постановку Макмартин выиграл премию Театральный мир 1959—1960 года. Он женится на одной из продюсеров шоу — Синтии Баер, но в 1971 году брак распался.

### На Бродвее
Первое появление Макмартина на Бродвее состоялось в роли Форреста Ноубла в мюзикле «Герой-завоеватель» (1961), за которым последовал спектакль «Кровь, пот и Стэнли Пул». В 1964—1965 годах  набирающий популярность хореограф Боб Фосси пригласил его на роль американского военного офицера и авантюриста Джона Пола Джонса. Мюзикл «Удовольствия и Дворцы» успеха не имел, закрылся в Детройте после первых просмотров и на Бродвей не попал. В 1966 году опять от Фосси Макмартин получил интересное предложение — главную мужскую роль Оскара в мюзикле «Милая Чарити», которую исполнял в дуэте с Гвен Вердон. За неё он получил номинацию на премию «Тони». Актёр снова сыграл эту роль уже в одноимённой экранизации 1969 года вместе с Ширли Маклейн.
Позже, в 1971 году Макмартин участвовал в оригинальной бродвейской постановке Стивена Сондхайма «Безумия» вместе с Алексис Смит. Его сотрудничество с Сондхаймом продолжилось, когда он появился в спектакле «Маленькая ночная музыка» в Театре Амансон в Лос-Анджелесе (1991) и в возрождённой версии мюзикла «В лес» (2002) в роли Рассказчика, за которую он также был номинирован на премию «Тони».
Среди других бродвейских ролей — Доннер в «Художнике, спускающемся по лестнице» Тома Стоппарда, Капитан Энди в «Шоу-бот» Джерома Керна и  Оскара Хаммерштейна (1994), дядя Вилли в «Высшем обществе» Коула Портера (1998).

### Работа на телевидении
Макмартин был очень востребован на телевидении. Он участвовал в самых первых эпизодах сериала «Как вращается мир» (1956), в трёх сериях «East Side West Side» (1964), в четырёх эпизодах «Она написала убийство» (1985—1991), в ситкоме «Золотые девочки» (1985—1992), «Красавица и Чудовище» (отец Кэтрин, 1987), в пяти эпизодах полицейского сериала «Закон и порядок» и многих других проектах.
За свою карьеру Макмартин пять раз был номинирован на премию «Тони», но так и не получил её. Он включён в Зал театральной славы США.
Актёр продолжительное время болел и умер в 2016 году от рака.